# Xã Bourret, Michigan
Xã Bourret (tiếng Anh: Bourret Township) là một xã thuộc quận Gladwin, tiểu bang Michigan, Hoa Kỳ. Năm 2010, dân số của xã này là 461 người.